# Egypte op de Olympische Zomerspelen 2000
Egypte nam deel aan de Olympische Zomerspelen 2000 in Sydney, Australië. Net zoals hun vorige deelname won men deze keer geen medaille.

## Deelnemers en resultaten

### Atletiek
| Olympiër                  | Discipline      | Resultaat | Prestatie                            |
| ------------------------- | --------------- | --------- | ------------------------------------ |
| Ahmed Abdelmougod Solimon | marathon (m)    | 47e       | 2:22.47                              |
| Hatem Mersal              | verspringen (m) | 33e       | kwalificatie groep A: 17de met 7,59m |

### Boksen
| Olympiër                    | Discipline  | Resultaat | Prestatie |
| --------------------------- | ----------- | --------- | --- |
| Rezkalla Mohamed Abdelrehim | -48kg (m)   | 17e       | 1ste ronde: V van FRA Asloum: 3-12                                                                                 |
| Saleh Khoulef               | -63,5kg (m) | 5e        | 1ste ronde: vrij 2de ronde: W van UKR Senchenko: 19-16 kwartfinale: V van CUB Luna: scheidsrechterlijke beslissing |
| Fadel Showban               | -67kg (m)   | 17e       | 1ste ronde: V van USA Craig: scheidsrechterlijke beslissing                                                        |
| Mohamed Hikal               | -71kg (m)   | 5e        | 1ste ronde: vrij 2de ronde: W van KOR Song: 16-5 kwartfinale: V van THA Thongburan: 9-15                           |
| Ramadan Yasser              | -75kg (m)   | 17e       | 1ste ronde: V van KOR Im: 7-8                                                                                      |
| Mustafa Amru Mahmoud        | -91kg (m)   | 9e        | 1ste ronde: V van GEO Tchanturia: scheidsrechterlijke beslissing                                                   |
| Ahmed Abdel Samad           | +91kg (m)   | 9e        | 1ste ronde: V van UZB Saidov: 8-21                                                                                 |

### Boogschieten
| Olympiër    | Discipline      | Resultaat | Prestatie                                                                       |
| ----------- | --------------- | --------- | ------------------------------------------------------------------------------- |
| Essam Sayed | individueel (m) | 17e       | plaatsingsronde: 60ste met 556 punten 1ste ronde: V van KAZ Zabrodskiy: 149-166 |

### Gewichtheffen
| Olympiër              | Discipline | Resultaat | Prestatie                                                       |
| --------------------- | ---------- | --------- | --------------------------------------------------------------- |
| Mohamed Moussa El-Dib | -85kg (m)  | 15e       | trekken: 12de met 160kg stoten: 13de met 192,5k totaal: 352,5kg |
|                       |            |           |                                                                 |
| Nagwan El-Zawawi      | -69kg (v)  | DNF       | trekken: 11de met 92,5kg stoten: geen geldige poging            |

### Gymnastiek
| Olympiër         | Discipline               | Resultaat | Prestatie                             |
| Ritmisch         | Ritmisch                 | Ritmisch  | Ritmisch                              |
| ---------------- | ------------------------ | --------- | ------------------------------------- |
| Shereen Taama    | individueel (v)          | 24e       | kwalificatie: 24ste met 36,802 punten |
| Turnen           |                          |           |                                       |
| Raouf Abdelraouf | meerkamp individueel (m) | 80e       | kwalificatie: 80ste met 35,212 punten |

### Handbal
| Olympiër | Discipline | Resultaat | Prestatie |
| --- | ---------- | --------- | --- |
| Ahmed Belal Amro El-Geioushy Ashraf Mabrouk Awaad Ayman El-Alfy Hany El-Fakharany Hazem Awaad Saber Hussein Hussain Said Hussain Zaky Magdy Abou El-Magd Mohamed Bakir El-Nakib Gohar Al-Nil Sherif Moemen Marwan Ragab Mohamed Sharaf El-Din | mannen     | 7e        | groep A: 4de V van Rusland: 21-22 V van Joegoslavië: 22-25 W van Cuba: 29-26 W van Zuid-Korea: 28-21 W van Duitsland: 22-21 kwartfinale: V van Zweden: 23-27 5-8ste plek: V van Duitsland: 18-24 7-8ste plek: W van Slovenië: 34-28 |

| Groep A |             |             |             |             |             |            |            |            |        |
| #       | Land        | Wedstrijden | Wedstrijden | Wedstrijden | Wedstrijden | Doelpunten | Doelpunten | Doelpunten | Punten |
| #       | Land        | G           | W           | G           | V           | V          | T          | Saldo      | Punten |
| 1       | Rusland     | 5           | 4           | 0           | 1           | 129        | 121        | +8         | 8      |
| 2       | Duitsland   | 5           | 3           | 1           | 1           | 128        | 113        | +15        | 7      |
| 3       | Joegoslavië | 5           | 3           | 0           | 2           | 130        | 127        | +3         | 6      |
| 4       | Egypte      | 5           | 3           | 0           | 2           | 122        | 115        | +7         | 6      |
| 5       | Zuid-Korea  | 5           | 1           | 1           | 2           | 128        | 131        | −3         | 3      |
| 6       | Cuba        | 5           | 0           | 0           | 5           | 128        | 158        | −30        | 0      |

| Ronde        | Datum  | Plaats     | Land  | Score       | Land |
| ------------ | ------ | ---------- | ----- | ----------- | ---- |
| Groepsfase   |        |            |       |             |      |
| 16 september | Sydney | Rusland    | 22-21 | Egypte      |      |
| 18 september | Sydney | Egypte     | 22-25 | Joegoslavië |      |
| 20 september | Sydney | Egypte     | 29-26 | Cuba        |      |
| 22 september | Sydney | Zuid-Korea | 21-28 | Egypte      |      |
| 24 september | Sydney | Duitsland  | 21-22 | Egypte      |      |
| Kwartfinale  |        |            |       |             |      |
| 26 september | Sydney | Zweden     | 27-23 | Egypte      |      |
| 5-8ste plek  |        |            |       |             |      |
| 29 september | Sydney | Duitsland  | 24-18 | Egypte      |      |
| 7-8ste plek  |        |            |       |             |      |
| 30 september | Sydney | Slovenië   | 28-34 | Egypte      |      |

### Judo
| Olympiër           | Discipline | Resultaat | Prestatie |
| ------------------ | ---------- | --------- | --- |
| Haitham Awad       | -73kg (m)  | 33e       | 1ste ronde: V van CUB Lombard: ippon                                                                            |
| Bassel El Gharbawy | -100kg (m) | 21e       | 1ste ronde: W van CHN Song 2de ronde: V van POR Soares                                                          |
| Ahmed Baly         | +100kg (m) | 21e       | 1ste ronde: vrij 2de ronde: V van ESP Pérez                                                                     |
|                    |            |           | |
| Heba Hefny         | +78kg (v)  | 9e        | 1ste ronde: vrij 2de ronde: V van GER Koppen herkansingen: W van UKR Prokofyeva herkansingen 2: V van FRA Cicot |

### Moderne vijfkamp
| Olympiër       | Discipline | Resultaat | Prestatie   |
| -------------- | ---------- | --------- | ----------- |
| Emad El-Gezery | mannen     | 19e       | 4839 punten |

### Roeien
| Olympiër                                                   | Discipline      | Resultaat | Prestatie |
| ---------------------------------------------------------- | --------------- | --------- | --- |
| Ali Ibrahim                                                | skiff (m)       | 13e       | serie 4: 4de in 7.21,32 herkansingen: 3de in 7.13,10 halve finale C/D: 1ste in 7.17,06 finale C: 1ste in 7.01,44 |
| Amir Temraz Alaa El-Din Ahmed                              | twee-zonder (m) | 14e       | serie 2: 5de in 7.15,63 herkansingen: 5de in 7.07,35                                                             |
| Hamdy El-Kot El-Atek Mohamed Tarek Hamid Kamal Abdel Rehim | vier-zonder (m) | 12e       | serie 3: 4de in 6.21,10 herkansingen: 3de in 6.13,73 halve finale 2: 6de in 6.21,22 finale B: 6de in 6.08,37     |

### Paardensport
| Olympiër             | Discipline     | Resultaat      | Prestatie                                                                  |
| Springconcours       | Springconcours | Springconcours | Springconcours                                                             |
| -------------------- | -------------- | -------------- | -------------------------------------------------------------------------- |
| Saleh Andre Sakakini | individueel    | 41e            | kwalificatie: 26ste met 24,50 strafpunten finale: 41ste met 20 strafpunten |

### Schermen
| Olympiër             | Discipline | Resultaat | Prestatie                            |
| -------------------- | ---------- | --------- | ------------------------------------ |
| Muhannad Saif El-Din | degen (m)  | 33e       | voorronde: V van CHN Zhao: 12-15     |
| Tamer Mohamed Tahoun | floret (m) | 36e       | voorronde: V van FRA Plumenail: 9-15 |
| Mahmoud Samir        | sabel (m)  | 39e       | voorronde: V van BLR Lapkes: 7-15    |
|                      |            |           |                                      |
| May Moustafa         | degen (v)  | 39e       | voorronde: V van CHN Li: 5-15        |
| Shaimaa El-Gammal    | floret (v) | 40e       | voorronde: V van USA Marsh: 7-15     |

### Schietsport
| Olympiër             | Discipline           | Resultaat | Prestatie                                               |
| -------------------- | -------------------- | --------- | ------------------------------------------------------- |
| Muhannad Saif El-Din | 10m luchtgeweer (m)  | 11e       | kwalificatie: 11de met 590 punten (96-99-100-99-100-96) |
| Tarek Riad           | 50m pistool (m)      | 31e       | kwalificatie: 31ste met 544 punten (93-91-90-83-95-92)  |
| Tarek Riad           | 10m luchtpistool (m) | 27e       | kwalificatie: 27ste met 571 punten (93-95-97-96-94-96)  |
| Mostafa Hamdy        | skeet (m)            | 32e       | kwalificatie: 32ste met 118 punten (70-48)              |
| Mohamed Khorshed     | skeet (m)            | 23e       | kwalificatie: 23ste met 119 punten (73-46)              |
| Ayman Mazhar         | dubbeltrap (m)       | 32e       | kwalificatie: 20ste met 125 punten (41-40-44)           |
|                      |                      |           |                                                         |
| Yasmine Helmi        | 10m luchtgeweer (v)  | 28e       | kwalificatie: 28ste met 390 punten (97-97-97-99)        |
| Marwa Sultan         | 10m luchtgeweer (v)  | 49e       | kwalificatie: 49ste met 376 punten (90-97-94-95)        |
| Hebatallah El Wazan  | 10m luchtpistool (v) | 16e       | kwalificatie: 16de met 379 punten (96-94-93-96)         |

### Synchroonzwemmen
| Olympiër                          | Discipline | Resultaat | Prestatie                             |
| --------------------------------- | ---------- | --------- | ------------------------------------- |
| Heba Abdel Gawad Sara Abdel Gawad | duet       | 20e       | kwalificatie: 20ste met 85,021 punten |

### Taekwondo
| Olympiër      | Discipline | Resultaat | Prestatie                                                               |
| ------------- | ---------- | --------- | ----------------------------------------------------------------------- |
| Talaat Abada  | -58kg (m)  | 7e        | voorronde: V van GRE Mouroutsos: 0-5 herkansingen: V van TPE Huang: 2-7 |
| Yahia Rashwan | +80kg (m)  | 11e       | voorronde: V van FRA Gentil: 1-4                                        |
|               |            |           |                                                                         |
| Shimaa Afifi  | -57kg (v)  | 10e       | voorronde: V van GRE Athanasopoulou: 7-7                                |

### Tafeltennis
| Olympiër                           | Discipline     | Resultaat | Prestatie                                                                              |
| ---------------------------------- | -------------- | --------- | -------------------------------------------------------------------------------------- |
| El-sayed Lashin                    | enkelspel (m)  | 33e       | groep A: 2de V van GRE Kreanga: 0-3 W van INA Suseno: 3-0                              |
| Ashraf Helmy                       | enkelspel (m)  | 49e       | groep B: 3de V van USA Zhuang: 1-3 V van GER Roßkopf: 0-3                              |
| El-sayed Lashin Ashraf Helmy       | dubbelspel (m) | 33e       | voorronde: V van Verenigde Staten: 1-2                                                 |
|                                    |                |           |                                                                                        |
| Shaimaa Abdul-Aziz                 | enkelspel (v)  | 49e       | groep M: 3de V van RUS Melnik: 0-3 V van HKG Wong: 0-3                                 |
| Shahira El-Alfy                    | enkelspel (v)  | 49e       | groep O: 3de V van SWE Svensson: 0-3 V van BLR Pawlovitsj: 0-3                         |
| Shaimaa Abdul-Aziz Shahira El-Alfy | dubbelspel (v) | 33e       | groep H: 3de V van BLR Kostromina/Pawlovitsj: 0-2 V van SWE A Svensson/M Svensson: 0-2 |

### Volleybal
| Olympiër | Discipline | Resultaat | Prestatie |
| --- | ---------- | --------- | --- |
| Mohamed Mouselhy Mahmoud Abdul El Aziz Ashraf Abou El Hassan Eslam Awad Mohamed El Houseny Hamdy El Safy Ibrahim Fathy Sayed Khalil Ussama Komsan <be> Hany Mouselhy Ibrahim Rashwan Nehad Shehata | zaal (m)   | 11e       | groep A: 6de V van Spanje: 0-3 (20-25, 20-25, 21-25) V van Brazilië: 0-3 (28-30, 18-25, 21-25) V van Cuba: 0-3 (11-25, 18-25, 15-25) V van Nederland: 1-3 (21-25, 11-25, 33-31, 20-25) V van Australië: 0-3 (17-25, 23-25, 22-25) |

| Groep A |           |             |             |             |             |             |             |        |        |        |        |
| #       | Land      | Wedstrijden | Wedstrijden | Wedstrijden | Wedstrijden | Wedstrijden | Wedstrijden | Punten | Punten | Punten | Punten |
| #       | Land      | G           | W           | V           | SW          | SV          | SR          | SPW    | SPL    | Saldo  | Punten |
| 1       | Brazilië  | 5           | 5           | 0           | 15          | 1           | +14         | 415    | 331    | +84    | 10     |
| 2       | Nederland | 5           | 4           | 1           | 12          | 5           | +7          | 417    | 360    | +57    | 9      |
| 3       | Cuba      | 5           | 3           | 2           | 9           | 7           | +2          | 383    | 335    | +48    | 8      |
| 4       | Australië | 5           | 2           | 3           | 6           | 10          | −4          | 327    | 374    | −47    | 7      |
| 5       | Spanje    | 5           | 1           | 4           | 7           | 12          | −5          | 404    | 444    | −40    | 6      |
| 6       | Egypte    | 5           | 0           | 5           | 1           | 15          | −14         | 151    | 234    | −83    | 5      |

| Ronde        | Datum  | Plaats    | Land | Score     | Land |
| ------------ | ------ | --------- | ---- | --------- | ---- |
| Groepsfase   |        |           |      |           |      |
| 17 september | Sydney | Spanje    | 3-0  | Egypte    |      |
| 19 september | Sydney | Egypte    | 0-3  | Brazilië  |      |
| 21 september | Sydney | Cuba      | 3-0  | Egypte    |      |
| 23 september | Sydney | Egypte    | 1-3  | Nederland |      |
| 25 september | Sydney | Australië | 3-0  | Egypte    |      |

### Wielersport
| Olympiër             | Discipline  | Resultaat | Prestatie      |
| Weg                  | Weg         | Weg       | Weg            |
| -------------------- | ----------- | --------- | -------------- |
| Amr El Nady          | tijdrit (m) | 36e       | 1:01.18        |
| Mahmoud Abbas        | tijdrit (m) | DNF       | niet gefinisht |
| Mohamed Abdel Fattan | tijdrit (m) | DNF       | niet gefinisht |
| Mohamed Kholafy      | tijdrit (m) | DNF       | niet gefinisht |
| Amr El Nady          | tijdrit (m) | DNF       | niet gefinisht |

### Worstelen
| Olympiër           | Discipline     | Resultaat      | Prestatie                                                                           |
| Grieks-Romeins     | Grieks-Romeins | Grieks-Romeins | Grieks-Romeins                                                                      |
| ------------------ | -------------- | -------------- | ----------------------------------------------------------------------------------- |
| Mohamed Abou Elela | -54kg (m)      | 10e            | groep 5: 3de V van UKR Kalashnykov: 2-16 V van KGZ Kalilov: 1-3 W van USA Mays: 5-3 |
| Mohamed Abdelfatah | -85kg (m)      | 8e             | groep 2: 2de W van USA Clark: 12-0 V van CUB Mendez: 3-4                            |

### Zwemmen
| Olympiër        | Discipline           | Resultaat | Prestatie                                                     |
| --------------- | -------------------- | --------- | ------------------------------------------------------------- |
| Tamer Hamed     | 50m vrije slag (m)   | 46e       | serie 5: 6de in 23,77                                         |
| Tamer Hamed     | 100m vrije slag (m)  | 44e       | serie 4: 4de in 52,17                                         |
| Mahmoud El-Wany | 200m vrije slag (m)  | 46e       | serie 1: 2de in 1.55,19                                       |
| Hani Elteir     | 400m vrije slag (m)  | 44e       | serie 1: 4de in 4.04,23                                       |
| Haitham Hassan  | 100m rugslag (m)     | 44e       | serie 3: 8ste in 58,67                                        |
| Ahmed Hussein   | 200m rugslag (m)     | 36e       | serie 2: 5de in 2.06,10                                       |
| Haitham Hassan  | 100m vlinderslag (m) | 53e       | serie 3: 5de in 56,42                                         |
| Haitham Hassan  | 200m wisselslag (m)  | 51e       | serie 3: 8ste in 2.09,92                                      |
|                 |                      |           |                                                               |
| Rania Elwani    | 50m vrije slag (v)   | 15e       | serie 6: 1ste in 25,87 (NR) halve finale 2: 8ste in 25,95     |
| Rania Elwani    | 100m vrije slag (v)  | 11e       | serie 4: 1ste in 56,31 (NR) halve finale 2: 6de in 55,85 (NR) |
| Rania Elwani    | 200m vrije slag (v)  | 21e       | serie 3: 1ste in 2.01,93 (NR)                                 |

Albanië · Algerije · Amerikaanse Maagdeneilanden · Amerikaans-Samoa · Andorra · Angola · Antigua en Barbuda · Argentinië · Armenië · Aruba · Australië · Azerbeidzjan · Bahama's · Bahrein · Bangladesh · Barbados · België · Belize · Benin · Bermuda · Bhutan · Bolivia · Bosnië en Herzegovina · Botswana · Brazilië · Britse Maagdeneilanden · Brunei · Bulgarije · Burkina Faso · Burundi · Cambodja · Canada · Centraal-Afrikaanse Republiek · Chili · China · Chinees Taipei · Colombia · Comoren · Congo-Brazzaville · Congo-Kinshasa · Cookeilanden · Costa Rica · Cuba · Cyprus · Denemarken · Djibouti · Dominica · Dominicaanse Republiek · Duitsland · Ecuador · Egypte · El Salvador · Equatoriaal-Guinea · Eritrea · Estland · Ethiopië · Fiji · Filipijnen · Finland · Frankrijk · Gabon · Gambia · Georgië · Ghana · Grenada · Griekenland · Groot-Brittannië · Guam · Guatemala · Guinee · Guinee‑Bissau · Guyana · Haïti · Honduras · Hongarije · Hongkong · Ierland · IJsland · India · Indonesië · Irak · Iran · Israël · Italië · Ivoorkust · Jamaica · Japan · Jemen · Joegoslavië · Jordanië · Kaaimaneilanden · Kaapverdië · Kameroen · Kazachstan · Kenia · Kirgizië · Koeweit · Kroatië · Laos · Lesotho · Letland · Libanon · Liberia · Libië · Liechtenstein · Litouwen · Luxemburg · Macedonië · Madagaskar · Malawi · Malediven · Maleisië · Mali · Malta · Marokko · Mauritanië · Mauritius · Mexico · Micronesië · Moldavië · Monaco · Mongolië · Mozambique · Myanmar · Namibië · Nauru · Nederland · Nederlandse Antillen · Nepal · Nicaragua · Nieuw-Zeeland · Niger · Nigeria · Noord-Korea · Noorwegen · Oeganda · Oekraïne · Oezbekistan · Oman · Oostenrijk · Pakistan · Palau · Palestina · Panama · Papoea-Nieuw-Guinea · Paraguay · Peru · Polen · Portugal · Puerto Rico · Qatar · Roemenië · Rusland · Rwanda · Saint Kitts en Nevis · Saint Lucia · Saint Vincent en Grenadines · Salomonseilanden · Samoa · San Marino ·  Sao Tomé en Principe · Saoedi-Arabië · Senegal · Seychellen · Sierra Leone · Singapore · Slovenië · Slowakije · Soedan · Somalië · Spanje · Sri Lanka · Suriname · Swaziland · Syrië · Tadzjikistan · Tanzania · Thailand · Togo · Tonga · Trinidad en Tobago · Tsjaad · Tsjechië · Tunesië · Turkije · Turkmenistan · Uruguay · Vanuatu · Venezuela · Verenigde Arabische Emiraten · Verenigde Staten · Vietnam · Wit-Rusland · Zambia · Zimbabwe · Zuid-Afrika · Zuid-Korea · Zweden · Zwitserland · Individuele olympische atleten